# قاب‌های خالی
قاب‌های خالی مجموعهٔ تلویزیونی ایرانی به کارگردانی مرتضی احمدی هرندی است، و تهیه‌کنندگی ایوب دانشور و مرتضی هرندی   در چند مقطع از تاریخ معاصر ایران را روایت کرده و از تولیدات سال ۱۳۸۵–۱۳۸۶ و محصول شبکه جهانی سحر با مشارکت شبکه دو سیمای جمهوری اسلامی ایران می‌باشد، این مجموعه در۱۵ قسمت ۴۵ دقیقه‌ای به صورت هفته‌ای در زمستان و بهار ۱۳۸۶–۱۳۸۷ از شبکه دو سیما پخش شد و برای پخش از شبکه سحر به چند زبان خارجی از جمله آذری دوبله گردید

## خلاصهٔ داستان
داستان قاب‌های خالی دربارهٔ زندگی سه نسل از زنان یک خاندان ایرانی است و به فرهنگ و آداب و رسوم اقوام آذری، گیلکی و نقاط مشترک آنان می‌پردازد.
زندگی مارال که سرگرم آماده‌سازی تئاتر جدیدی در کنار نامزدش، فریدون است با ورود نازنین به صحنه کارشان دستخوش ناآرامی می‌شود. مارال نگران است که حضور نازنین در زندگی مشترکش با فریدون نیز تأثیر بگذارد. از طرف دیگر مارال نگران بیماری مادربزرگش، سولماز نیز هست. به همین دلیل از فریدون فرصتی می‌خواهد تا بتواند کمی به ذهنش استراحت بدهد اما فریدون با این پیشنهاد مخالفت می‌کند، اختلاف بین مارال و فریدون باعث نزدیکی بیشتر مارال به سوی مادربزرگش می‌شود، مادربزرگ (سولماز) خاطرات دور و درازش را برای مارال تعریف می‌کند و از زمانی می‌گوید که در دوران کودکی همراه پدر و مادرش برای کار به قفقاز سفر می‌کنند، اما با به قدرت رسیدن بلشویک‌ها بخش عظیمی از ایرانیان مهاجر قفقاز به ایران برمی‌گردند؛ در حالی که در ایران حوادث زیادی منتظر آنهاست در نهایت مادر بزرگ که اولین بازیگر زن ایرانی در تئاتر است دفترچهٔ خاطراتش را در اختیار مارال می‌گذارد خاطرات پر فراز نشیب سولماز (مادر بزرگ) بازگوکننده فضا، احوالات، فرهنگ و آداب و رسوم و حوادث ایران در آن مقطع تاریخی است،

## نقش آفرینان
حدود ۴۵ بازیگر زن و مرد نقش‌های این سریال را بازی کرده‌اند، از بازیگران اصلی این سریال می‌توان به داریوش ارجمند، ناصر هاشمی، نیکو خردمند، سمیرا سیاح، مهدی امینی خواه، محمود مقامی، شمسی فضل‌اللهی، آتش تقی‌پور، مجید حاجی‌زاده، تارا سلیمانی، حوریه امیری، شهرزاد کمال‌زاده، اکبر مولایی، نسیم ناطقیان، صادق توکلی، نوید دانشور، رضامیرمعنوی وترلان پروانه اشاره کرد.

## دوبله
سریال قاب‌های خالی به خاطر استفاده از لوکیشن رئال و عدم سازگاری صداهای شهری امروز با ۸۰ سال گذشته از صدابرداری سر صحنه محروم ماند و برخی بازیگران مانند داریوش ارجمند، ناصر هاشمی، شمسی فضل‌اللهی، تارا سلیمانی، اکبر مولایی به جای خودشان با مدیریت ناصر طهماسب صحبت کردند.

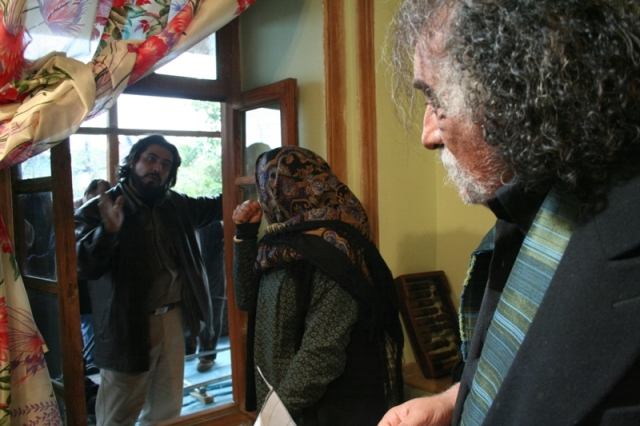
پشت صحنه سریال قاب‌های خالی

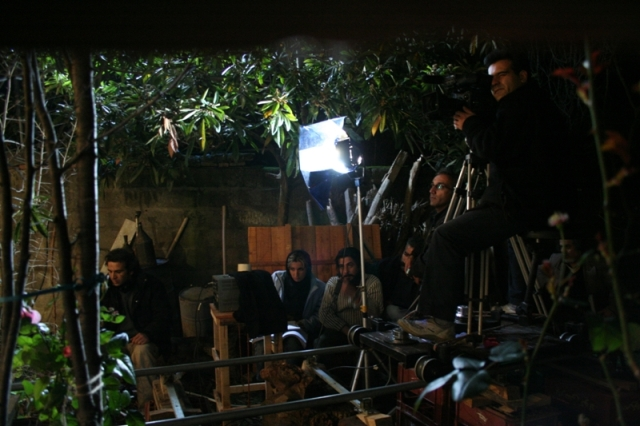
پشت صحنه سریال قاب‌های خالی

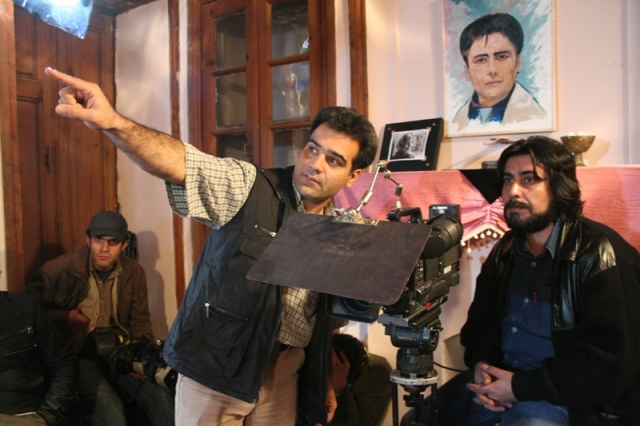
پشت صحنه سریال قاب‌های خالی

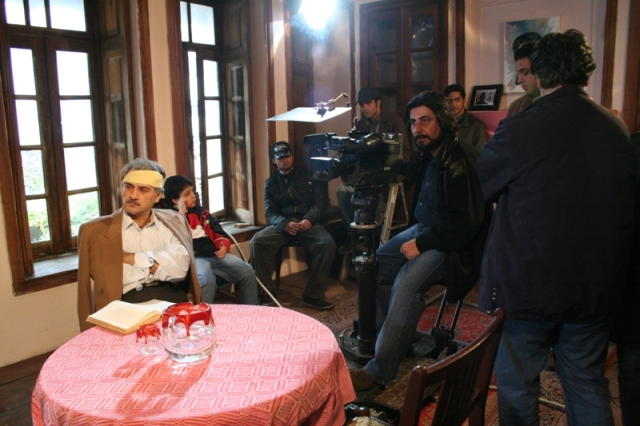
پشت صحنه سریال قاب‌های خالی

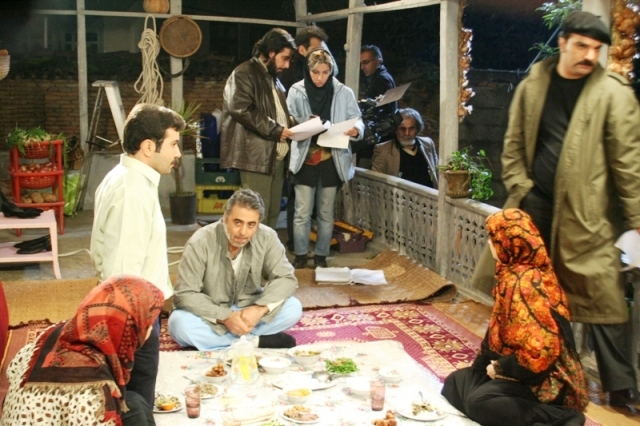
پشت صحنه سریال قاب‌های خالی